# Hawkesbury-Gletscher
Der Hawkesbury-Gletscher ist ein Gletscher an der Südküste Südgeorgiens im Südatlantik. Er mündet unmittelbar nördlich der Núñez-Halbinsel in das Kopfende der Shallop Cove.
Das UK Antarctic Place-Names Committee benannte ihn 2002. Namensgeber ist der britische Robbenfänger Lord Hawkesbury, der 1786 als erstes Schiff seiner Art in den Gewässern um Südgeorgien operiert hatte und nach der HMS Resolution des britischen Seefahrers James Cook das zweite Schiff war, das die Küstenlinie Südgeorgiens detailliert erkundet hatte.